# Lago de Puigcerdá
El lago de Puigcerdá es un estanque artificial español situado en la parte noroeste del municipio de Puigcerdá, comarca de la Baja Cerdaña, provincia de Gerona, Cataluña. Es uno de los lugares más reconocidos de la población.

## Historia
Las primeras noticias de la existencia de este lago datan del siglo XIII, concretamente el 2 de diciembre de 1260, tal como lo describe mosén Jaume Martí y Sanjaume en su libro Dietario de Puigcerdà. En este dietario aparece un documento donde el pavorde de las propiedades de San Miguel de Cuixà en la Cerdaña cede a Arnald de Prat un terreno al lado del estanque. Citando la misma fuente, en la obra Historia de Puigcerdà y por las prospecciones arqueológicas llevadas en 1991 por Oriol Mercadal y Jordi Campillo, se encontraron restos arqueológicos de un asentamiento humano datado en el siglo XI (muro de piedra, pavimento rústico, restos de cerámica, una herradura de mula) que podría haber perdurado hasta el siglo XIII. Se podría afirmar pues, que la construcción del estanque se llevó a cabo entre los años 1200 y 1260.
El suministro de agua del lago proviene del río Querol que es llevada hasta Puigcerdá mediante una acequia artificial.

## Aprovechamientos
Los aprovechamientos que se derivaban del lago eran explotados por el Ayuntamiento  o Consulado, el cual tenía la potestad de arrendarlo a una persona o entidad. Esta se hacía cargo de los beneficios de la explotación pero también de las obligaciones que conllevaba. La duración aproximada de este arrendamiento era de cinco años prorrogables.
Entre las obligaciones más importantes del arrendatario, estaban las de mantenimiento y conservación de las paredes del estanque, su limpieza y la plantación de árboles a su alrededor con las especies que el ayuntamiento determinara.
El arrendamiento por parte de particulares o entidades se prolongó en el tiempo hasta 1990, fecha donde la explotación pasó al Patronato Municipal de Turismo de Puigcerdá.

### Agua
La gran reserva de agua que representa el estanque por Puigcerdá, le ha reportado grandes beneficios a lo largo de toda su historia.
El agua del estanque ha sido aprovechada para la extinción de incendios, a través de diferentes canales que se construyeron a lo largo del tiempo. Un ejemplo es la ordenación municipal del libro de actas de 1342 - 1345, donde dice "Que el agua del estanque sea conducida por un riego o acequia hasta el barrio judío y hasta la casa de un tal Reguat, distribuyéndose desde allí por la calle Querol y otras calles principales de la villa, obra que se tenía que pagar a mitades entre el Común y los vecinos de las calles”.
También se ha utilizado el agua del estanque para la limpieza, vía riegos o alcantarillado, para arrastrar o derretir la nieve de las calles, pero su función más importante ha sido el aprovechamiento para la irrigación de los campos que circunden el municipio. También ha sido utilizada como reserva de agua potable, ya sea de forma directa o bien por filtraciones en pozos y fuentes.
Cabe destacar la existencia de unos lavaderos en el estanque que fueron trasladados a 1895 al callejón del estanque, hoy conocido como calle Cassi.

### Pesca
Otro aprovechamiento importante del estanque a lo largo de su historia ha sido la pesca. Es por este motivo que ya desde el siglo XV se tienen noticias de su regulación y ordenanzas que regulaban los períodos de pesca, las artes para llevarla a cabo y las sanciones para todos aquellos que no las cumplieran.
Pongamos como ejemplo estas dos ordenanzas:
Ordenación de 1485 Ordinacions Mostassa, vol I, hoja 13.
"Item mana tant als de dins com als de fora, que no hi haie negú qui d’esta hora avant gose pescar en los stanys de la vila de Puygcerdà, ni rigueres d’aquell, ab bòlix, teles, bertrols, ne ab negun altre articifi sens llicència dels cònsols o de “Mastassph” sots pena de seixanta sous e de perdre lo peix e los artificis ab que pescaran, per cascuna vegada, sens tota mercé” (Fuente: Archivo Histórico Comarcal. Pliego del estanque. Fondo Municipal de Puigcerdà.)
Ordenación sobre la pesca de 1781:
“De orden del Illtre. D. Miquel Álvarez de Sotomayor, Gobernador Militar y político de la Plassa y Villa de Puigcerdà y su partido, insiguiendo ocuerdo del Illtre Ayuntamiento de la misma: Se dize y manda que ninguna persona de qualquier localidad y condición que sea, no se atreva de día y de noche a pescar en el estanque de esta vill a menos los que tienen permiso y concesión del Illtre. Ayuntamiento por contrata, baxo la pena a los contraventores de quinze libras de multa aplicaderas según Reales ordenanzas y seis días de càrcel. Puigcerdà y octubre de 1781” (Fuente: Archivo Histórico Comarcal. Pliego del estanque. Fondo Municipal de Puigcerdà.)
El arrendatario del lago tenía la obligación de vender el pescado a los aldeanos y solamente podía venderlo fuera una vez abastecida la población. Los precios también estaban regulados por ordenanzas.
La variedad de peces ha ido variando según los tiempos. En 1781 ya se tiene constancia de la existencia de truchas, bagres, anguilas y barbos. La introducción de la carpa se llevó a cabo cerca en 1894 gracias a José Clausolles y su informe titulado "Mi informe sobre el propósito de aprovechar las aguas del estanque de Puigcerdà para la explotación de la piscicultura", donde relata que este tipo de pescado era el más adecuado para limpiar y depurar las aguas del lago, ya que se alimentaba de gusanos, insectos y vegetación y que no era carnívoro.
Para mantener la población piscícola del lago, se han llevado a lo largo de los años diferentes repoblaciones. Se tiene constancia de una llevada a cabo en 1727 y ha sido usual a lo largo del siglo XIX.
En la actualidad es la Dirección General del Medio Natural de la Generalidad de Cataluña quien se hace cargo de las futuras repoblaciones.
Hoy en día, si se quiere realizar la práctica de la pesca deportiva dentro del estanque hay que tener la pertinente licencia que da la Oficina Comarcal del DARP en Puigcerdá.

### Hielo
El hielo del lago se utilizaba para mantener frescos los alimentos. Este se extraía del estanque en bloques rectangulares y se depositaba en el pozo para disponer de ellos en primavera y verano. El citado pozo de hielo o de nieve se construyó hacia 1642 cerca de la fuente del Cúcuru. Desgraciadamente esta fue destruida o enterrada a finales de 1990 para la construcción de un nuevo vial, conocido como Ronda de los Torreons. 

### Electricidad
Aunque nunca se llevó a cabo su construcción, el proyecto para el aprovechamiento del agua del lago para producir electricidad se presentó el 3 de marzo de 1895. El proyecto contemplaba hacer una central en la parte baja del "còrrec del Dagué" donde llegaría una tubería de hierro que llevaría el agua, aprovechando el fuerte desnivel, permitiendo la producción eléctrica.

### Lodo y arena
Los arrendamientos del estanque estipulaban que una vez cada veinte y cinco años este debía vaciarse y hacer limpieza del mismo. El lodo que se extraía era vendido o dado como guano para fertilizar los campos.
Aprovechando la limpieza del lago, también se extraía la arena que el agua arrastraba por la acequia la cual era aprovechada para usos diversos. Se tiene noticia de que en 1787 esta arena se esparció por los caminos del entorno. 

## Actividades en el estanque

### Turismo
Con la finalización de las guerras carlistas, se inicia en Puigcerdá la llegada de la llamada "colonia veraniega" que daría paso al inicio del turismo en el municipio y en el resto de la comarca. Básicamente estaba conformado por la burguesía acomodada de Barcelona que escogió Puigcerdà como centro turístico de verano. Con el derribo de las murallas y con la puesta en marcha del nuevo plan urbanístico, gracias a la iniciativa del Dr. Andreu (farmacéutico y famoso por sus conocidas pastillas), se empezaron a construir edificaciones de lujo o Villas: Villa Eduardo, Andreu, Paulita, María, Dionisia (del Dr. Bufill), del Reloj, torre Camaló -destruida durante la guerra civil -,  Clausolles, entre otras y alrededor del estanque. Esto afectó a los nuevos contratos de arrendamiento, en los que se determinaba que las obras de mejora y mantenimiento tenían que adaptarse para dar un carácter más lúdico y de ocio en el estanque, sobre todo en épocas estivales. La llegada de estos veraneantes promovió la realización de toda una serie de actividades lúdicas y festivas que culminaron en 1886 con "La fiesta nocturna a la veneciana", precursora de la Fiesta del Lago.

### Barcas recreativas

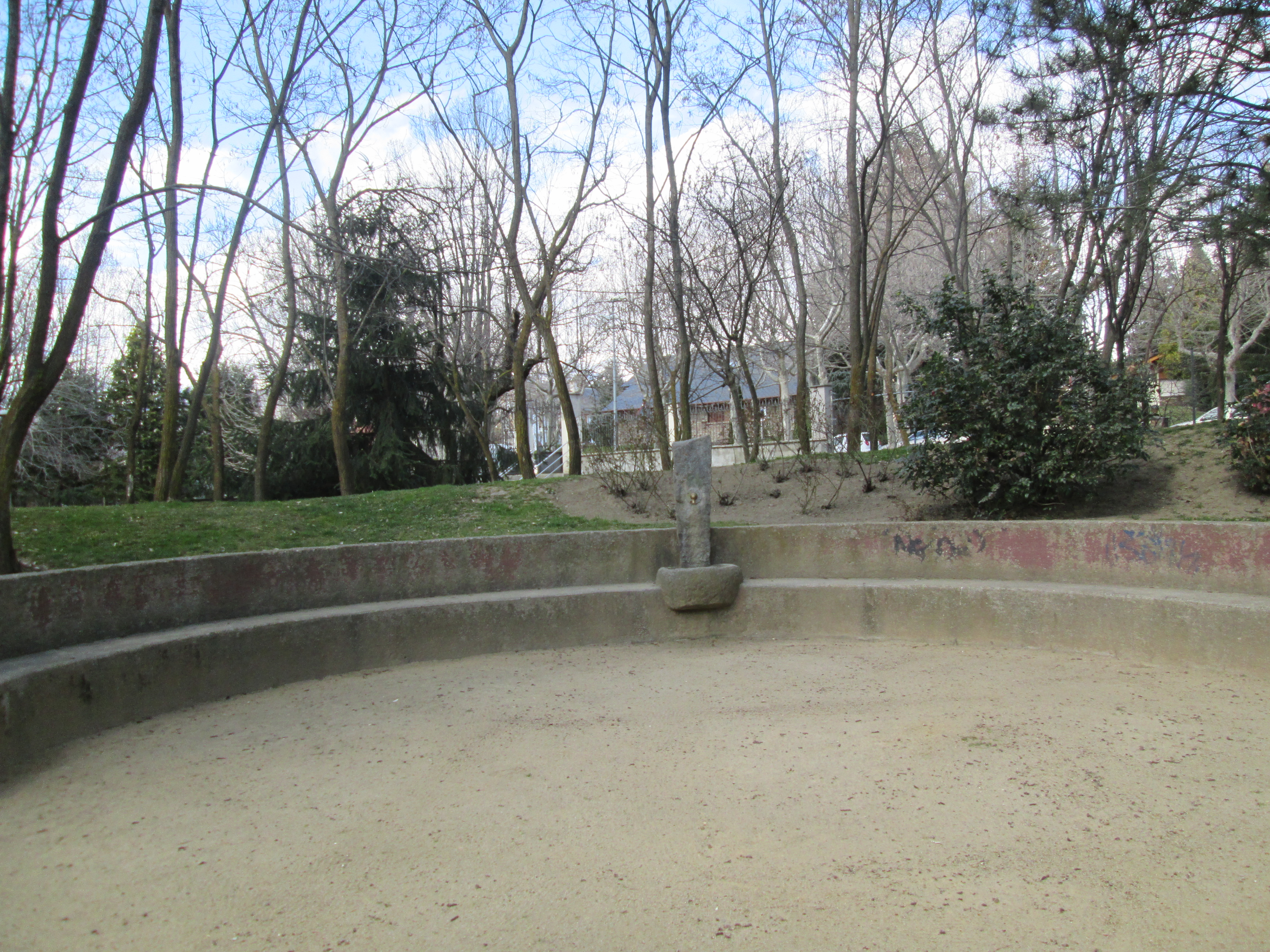
Fuente del lago

El contrato de arrendamiento de 1884 ya establecía la construcción de un embarcadero con su correspondiente barca, para dar servicio a todas aquellas personas que quisieran disfrutar de un paseo por las aguas del estanque. El Ayuntamiento tenía dos arrendadas a Bartolomé Puig y estipulaba, mediante ordenanza municipal, los precios de su explotación. También estipulaba que todo propietario o vecino del municipio tenía derecho a tener una barca y poder explotarla económicamente previo pago de 5 pesetas al arrendatario. Esta ordenanza perduró hasta la Guerra Civil Española. Pasada la guerra civil, el Ayuntamiento dejó de estipular los precios de las barcas recreativas y en 1943, se fijó la temporada, que se iniciaba el 1 de junio y finalizaba el 15 de octubre. A partir de 1945, se promovió el aumento del número de barcas, así como de otras de pedales y unas canoas a motor, y la instalación de altavoces en el centro del estanque conectados a una gramola. Hay que decir que estas últimas iniciativas no disfrutaron del éxito esperado ni perduraron en el tiempo. Actualmente, el número de barcas y los precios de explotación de las mismas dependen del Patronato Municipal de Turismo de Puigcerdà.
Como nota curiosa, cabe destacar la representación de Medea de Eurípides a finales de los años cincuenta.

### Deportes
La práctica del deporte dentro del estanque se podría considerar como marginal, pero se tiene noticia que en 1932, el Club Natación Atlético Barcelona llevó a cabo una exhibición de natación en diversas especialidades y distancias además de un partido de waterpolo. Esta exhibición fue promovida por el Fomento del Turismo y el Ayuntamiento. Actualmente, la única prueba de natación que se lleva a cabo es la carrera de carácter popular en el marco de la Fiesta del Lago.
Otros deportes, de carácter más competitivo se emprendieron en 1956 con el primer partido de hockey sobre hielo en el municipio y una exhibición de patinaje artístico. El 26 de febrero se enfrentaron los alumnos de la Escuela Pía de Puigcerdá (cuna del que sería más tarde el Club Hielo Puigcerdà) con el Club Alpino de Núria, con victoria de este último por un resultado de 2 a 7. Durante el descanso de este partido se hizo una exhibición de patinaje artístico a cargo de Magda Casany y Joan Casanovas, vecinos de Llivia. De este partido se hizo eco el diario El Mundo Deportivo con un artículo publicado el día siguiente, en la página 6.  Posteriormente, estos partidos iniciales de hockey hielo se realizaron en el campo del Sadó, junto al estanque, donde también se construyó una piscina y una pista de tenis. Actualmente el único uso deportivo que registra el estanque son los concursos de pesca, principalmente infantiles, que se llevan a cabo en verano.

## Obras y mantenimiento del estanque
La conservación de los muros, limpieza y conservación del lago ha hecho que a lo largo de su existencia hayan realizado numerosas obras a su alrededor.

### Limpieza
La salubridad de las aguas del lago ha sido una de las preocupaciones más importantes a lo largo del tiempo por los habitantes de Puigcerdà, ya que esta era, como hemos dicho antes, utilizada tanto para el riego de los cultivos como para el consumo humano.
Se tiene constancia de que en el siglo XVIII, el Ayuntamiento obligó a los propietarios de los campos adyacentes al lago, a hacer desaparecer los charcos que allí se originaron con el fin de acabar con las aguas estancadas y el gran número de ranas y sapos que en ellas había.
La mejor medida para mantener la salubridad del agua era el vaciado y retirada del lodo del fondo del estanque. Se tienen documentadas los hechos en los años 1726, 1753 1770, 1787, 1797, 1806, 1885, 1908, 1932, 1984 1991 y 2020. Estos vaciados, aparte de la retirada del lodo, eran aprovechados para llevar a cabo el mantenimiento de las paredes del estanque.

### Obras en el perímetro

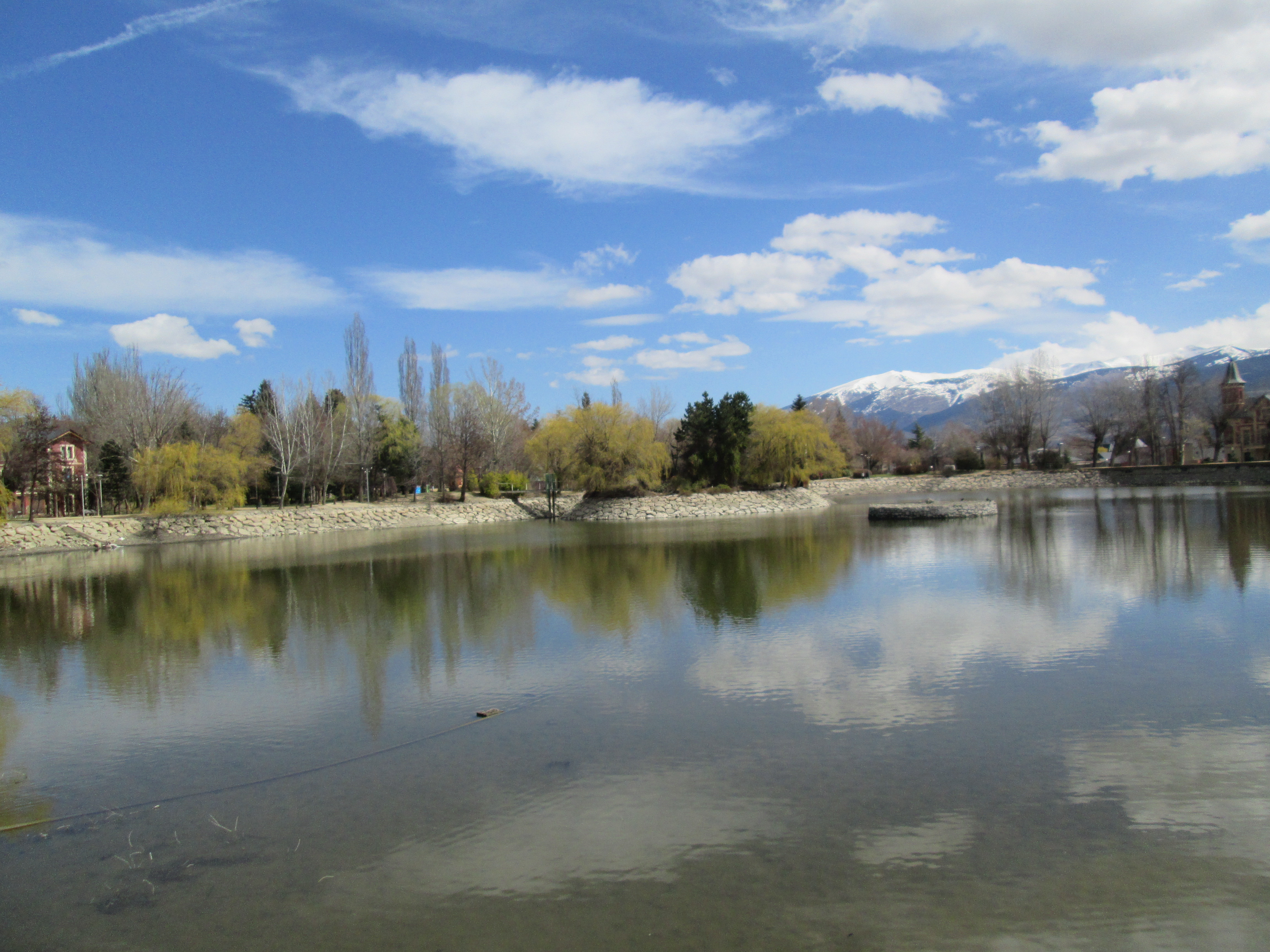
Obras de mantenimiento de 2014

Hoy en día se desconoce la forma y perímetro original del estanque. En el siglo XVII, las representaciones cartográficas lo presentan como un estanque de forma ovalada irregular y con apariencia natural. Es en el siglo XVIII cuando se llevó a cabo el empedramiento de los laterales, ganando volumen y definiendo la forma de hexágono irregular que ha perdurado hasta la última remodelación de 1991 hasta 1992. Cabe destacar que en 1797 Jacinto Descatllar junto con Domingo Martín, José Montellà y Joan Oliva colaboraron económicamente en el levantamiento y refuerzo de las paredes. Entre los años 1930 - 1931 se llevó a cabo la consolidación de tres de las paredes con la colocación de pilares y bovedillas que han perdurado hasta 1984.
Con el proyecto del arquitecto David Ferrer y promovido por la Dirección General de Arquitectura y Vivienda de la Generalidad de Cataluña, llevado a cabo entre 1991 - 1992, el perímetro del lago ha sufrido la transformación más notable de su historia. Las paredes norte y noreste han entrado hacia el interior, haciendo que sean más redondeadas y den un aspecto más natural, y en la pared sur se ha hecho una pasarela que permite caminar por encima del agua.
El 21 de marzo de 2014 se inició el vaciado del lago para realizar las últimas obras de mantenimiento  y limpieza del estanque, centradas en los cimientos de las pasarelas y del embarcadero.

### Islas
Hasta finales del siglo XIX no hubo ninguna isla en el lago. La que se encuentra es artificial y data de 1885 cuando se construyó aprovechando el vaciado del estanque. Su construcción se llevó a cabo con el fin de construir un quiosco en el centro del estanque. A partir de 1930 se convirtió en el refugio de la fauna avícola del lago, cisnes y patos. También se utilizó para instalar el poste donde convergían las hileras del alumbrado. También era utilizada como punto principal de los fuegos artificiales de la Fiesta del Lago. Con la remodelación de 1991- 1992, ésta ha sido descabezada por debajo del nivel del agua y sustituida por otra más cercana al parque y donde se accede por un pequeño puente. En su interior se ubica una edificación destinada a las palomas, cisnes y patos.

### Quiosco central
Éste fue construido en 1885 por Bartolomé Puig, sobre la isla artificial y por iniciativa de la sociedad "La Recreativa", asociación fundada para mejorar el aspecto del estanque y fomentar el recreo. Este quiosco se construyó de madera y con forma octogonal, con una cúpula de estilo chino, que se convirtió en una atracción para los veraneantes de la época. Finalmente, en 1930 se derribó debido a su deterioro y estado ruinoso.
En el pliego de condiciones de 1884 (punto  tercero) consta "construir un kiosko en el centro del Estanque que tenga la necesaria solidez y hermoseo, así como la capacidad bastante para contener desahogadamente doce personas por lo menos, sentados alrededor de una mesa; cuya obra ha de quedar terminada dentro de los seis primeros meses de los diez años que corresponde este arriendo”.
Fuente: AHCP, Pliego del estanque, Fondo municipal de Puigcerdà

### Embarcaderos y miradores

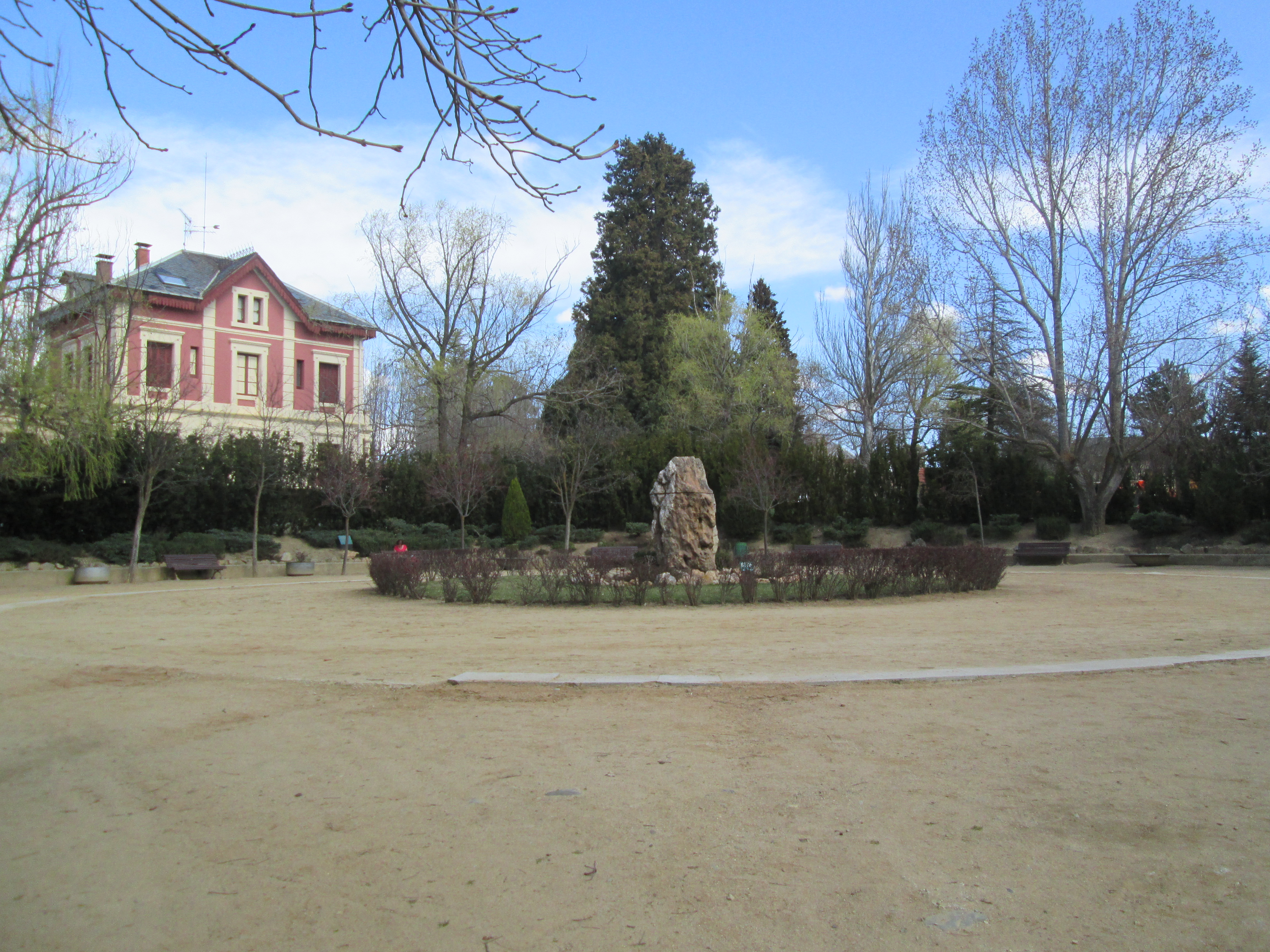
Surtidor de agua

El primer embarcadero se construyó en la esquina sur del lago de madera, en la confluencia del paseo y la avenida Dr. Piguillem y data del año 1884. En 1932 y debido a su mal estado, se decidió construir uno nuevo de obra, con barandilla columnada y que perduró hasta 1991, año en que fue derribado, para hacer uno nuevo de madera flotante, en el mismo lugar y de acuerdo con el nuevo proyecto urbanístico.
En cuanto a los miradores, en 1932 se construyeron dos miradores de madera con barandilla, uno al lado de la calle Cassi y otro al lado del edificio de la antigua Academia.

### Iluminación
La primera iluminación se llevó inicialmente para la Fiesta del Lago con farolillos. A finales del siglo XIX, se iluminó el perímetro con faroles de aceite y petróleo y en 1930 se instaló el sistema eléctrico. Éste fue en principio de carácter perimetral ya propuesto por Bonaventura Vernis; aprovechó las obras del campo del Sadò para instalar unas columnas para sostener el cableado y hacer una de radial. Esta iluminación, sin embargo, fue suprimida el mismo año. La iluminación interior se complementaba con unas sencillas farolas situadas en los paseos del lago hasta la remodelación del año 1984, cuando fueron sustituidas por unas más grandes y de hierro fundido, coronadas todas ellas con el escudo de la villa. 

## Otros elementos
A partir de la utilización del estanque como lugar recreativo y de ocio, aparecieron nuevas construcciones a su alrededor:

### Bares y restaurantes

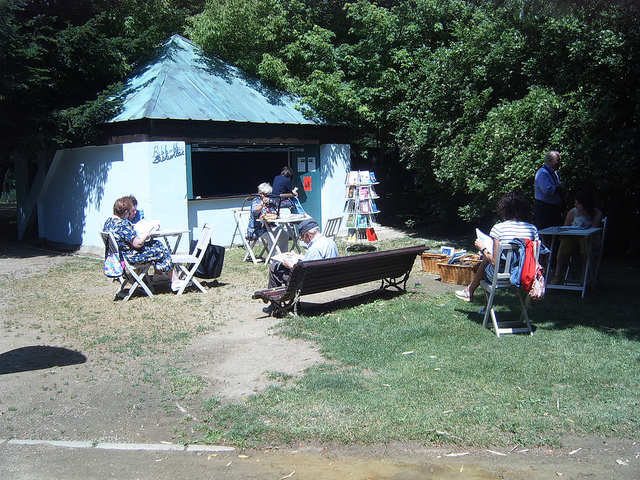
Espacio Bibliollac

En 1932 fue Benedicto Cotxet quien propuso al Ayuntamiento la construcción y explotación de un quiosco – restaurante, a cambio de cederlo al consistorio al cabo de quince años. Esta iniciativa le fue concedida y éste se situó en la confluencia del Paseo del Estanque con la Avenida del Dr. Piguillem. En 1945, en la entrada del Parque Schierbeck, se concedió una licencia a José Clerch y Cayrol para construir un establecimiento para la venta de recuerdos de Puigcerdà. Posteriormente, en 1946, se construyeron dos quioscos para la venta de recuerdos y fotografía frente al embarcadero. Con el tiempo, uno de estos quioscos se convirtió en bar, con el correspondiente permiso de terraza. Estos dos últimos establecimientos fueron derribados y repuestos según los diseños arquitectónicos de la última remodelación de 1991-92.

### Caseta de los Burros
Ésta data de 1967 y era un cobertizo situado junto al bar y el quiosco de recuerdos. En este lugar se podía alquilar una vuelta en burro por el perímetro del lago y el Parque Shierbeck. Finalmente, debido a las quejas por los malos olores que esta actividad provocaba y por la dejadez del mismo, se suprimió esta actividad.
Sin embargo, con la última remodelación del año 1991-92, se volvió a construir un nuevo cubierto, mucho más grande, y se decidió darle otra utilidad, ubicando en ella el servicio del Bibliollac.  Este servicio, dependiendo de la Biblioteca Condado de Cerdaña,  da la oportunidad de disfrutar de un servicio de biblioteca al aire libre, al borde del estanque y dentro del Parque Schierbeck.

### Palomares

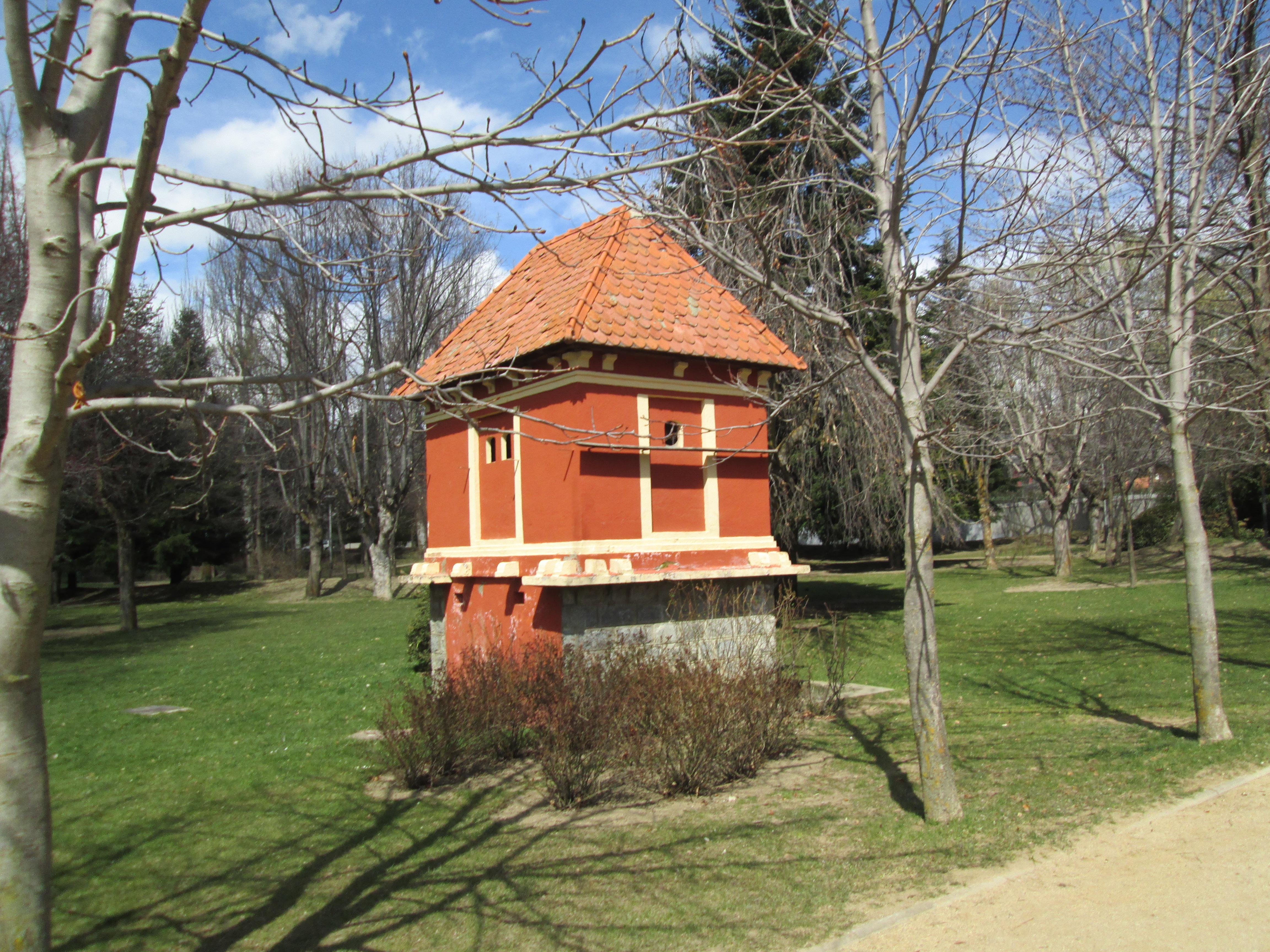
Palomar

Datan del año 1930 y estaban situados dentro del Parque Shierbeck. Fueron construidos por Guillermo Barnola y Blancher. En un principio se construyeron dos, quedando actualmente solo uno, detrás del bar y donde en 1984 se instalaron unos baños públicos.

### Fuente
Construida por iniciativa de José Clerch y Cayrol a mediados de los cincuenta, contaba con bancos ambos lados. Con la remodelación de 1991-1992, desapareció, siendo reemplazada por una situada más al norte del Parque Shierbeck.

### Baños
El 19 de julio de 1885, por iniciativa de Bartolomé Puig, se construyó un edificio junto al estanque, para albergar unos baños y un salón de café. Posteriormente, este edificio se utilizó para ubicar la Academia Mont-Cerdá y años más tarde la Escuela de Formación Profesional. Actualmente acoge una parte de la guardería de Puigcerdà.

### Surtidor
Con la remodelación de 1991-92 se sacó una gran secuoya situada en la plaza del estanque y se sustituyó por un surtidor de agua con su correspondiente cascada escalonada en dirección al estanque, por el paseo central. La cascada, sin embargo, fue sacada, y solo queda el surtidor.